# Kadri Roshi
Kadri Roshi, född den 4 januari 1924 i Mallakastra i Albanien, död den 6 februari 2007 i Tirana i Albanien, var en albansk skådespelare.
Kadri Roshi är ihågkommen för sina roller i filmerna Mirupafshim (1997), Fijet që priten (1976) och Shëmbja e idhujve (1977).

## Filmer i urval
- Kolonel Bunker (1998)
- Mirupafshim (1997)
- Mikres mèrès (1995)
- Gjeneral gramafoni (1978)